# 木村茂之
木村 茂之（きむら しげゆき、1977年 - ）

## 概歴
- 大学中退後、2001年 日本映画学校（現：日本映画大学）入学。原一男、天願大介に師事。
- 卒業制作として監督・撮影を手がけた『私をみつめて』が複数の映画賞を受賞。
- 卒業後は、テレビ番組・PV等を手がける。

## 受賞歴
- 2004年：第8回 JPPA AWARDS 学生部門（カテゴリーⅡ部門：ドラマ以外）奨励賞『私をみつめて』（日本映画学校）[1]
- 2005年：かわさきデジタルショートフィルムフェスティバル：ショートフィルムコンペ グランプリ『私をみつめて』（日本映画学校）[2][3]

## 監督作品

### 映画
- 私をみつめて（2005年、上映：ポレポレ東中野）監督、制作：原一男 [4][5]
- ゲキアツ 真夏のエチュード（2011年）[注 1]
- Dance! Dance Dance!!（2014年、上映：ブリリアショートショートシアター・シネ・ヌーヴォ）監督・脚本 [6][7]
- 八月の水温（不明）

## 参加作品

### 映画
- ガーダ パレスチナの詩（2006年）編集協力 [8]
- グラフィティ!!（2014年）編集協力 [9]
- セーラー服無宿 無情の荒野（2016年、モノガタリ）企画・制作 [10]
- 宙女子（2016年、モノガタリ）企画・制作 [11]

## 出演

### テレビ
- 心霊マスターテープ（2020年、エンタメ〜テレ）

### ネット配信
- モノガタリ チャンネル（2016年 - 、ニコニコ生放送）制作・演出・出演 [注 2]
- おちゅーんLIVE!（2015年 - 、YouTube、ニコニコ生放送）
- OKOWA（2018年 - 、YouTube、ニコニコ生放送）審査員 [注 3]